# Schlossfalle

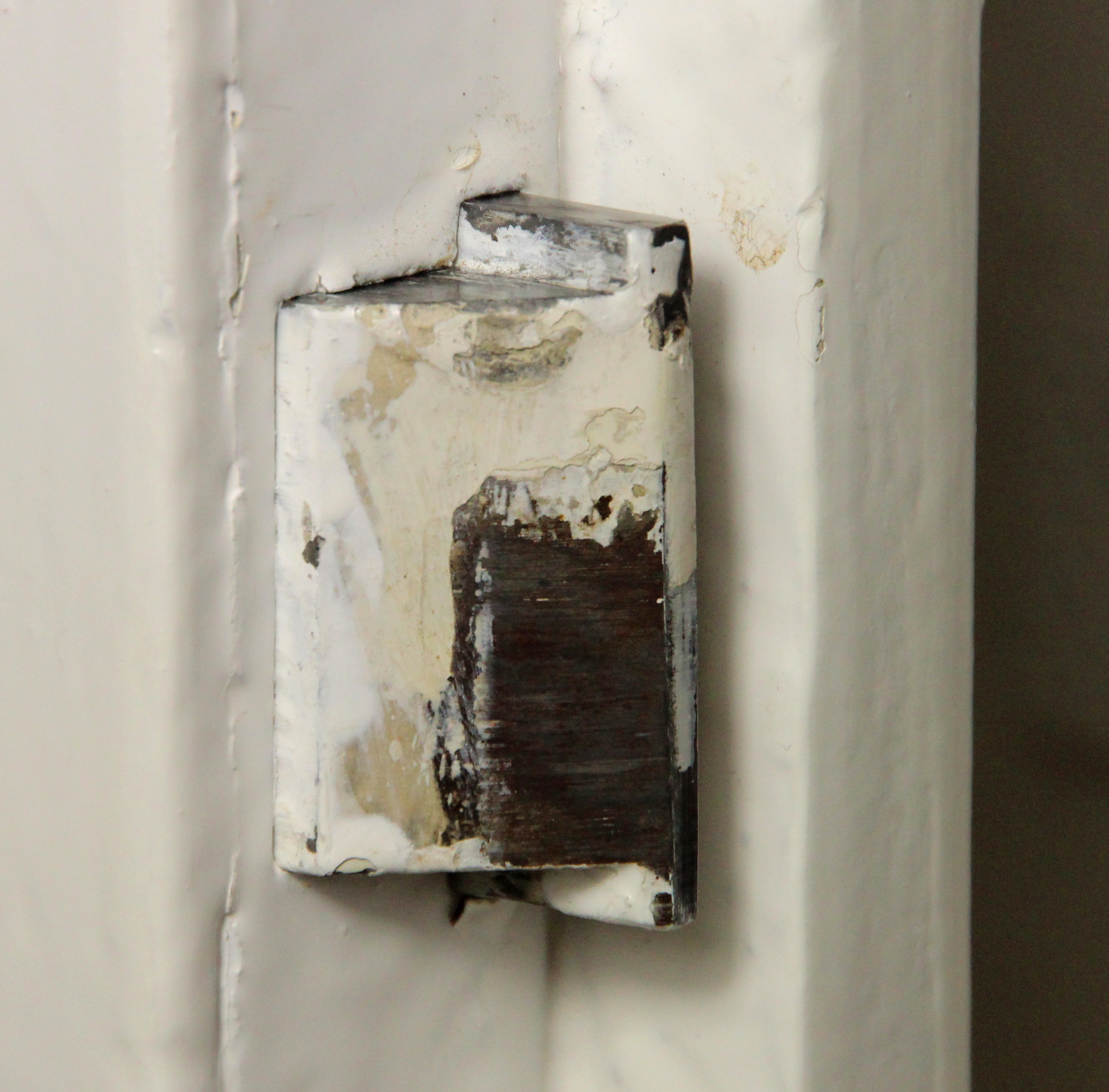
Überlackierte Schrägfalle einer alten Tür. Die Lackschicht ist dort abgenutzt, wo die Falle Kontakt mit dem Schließblech hat.

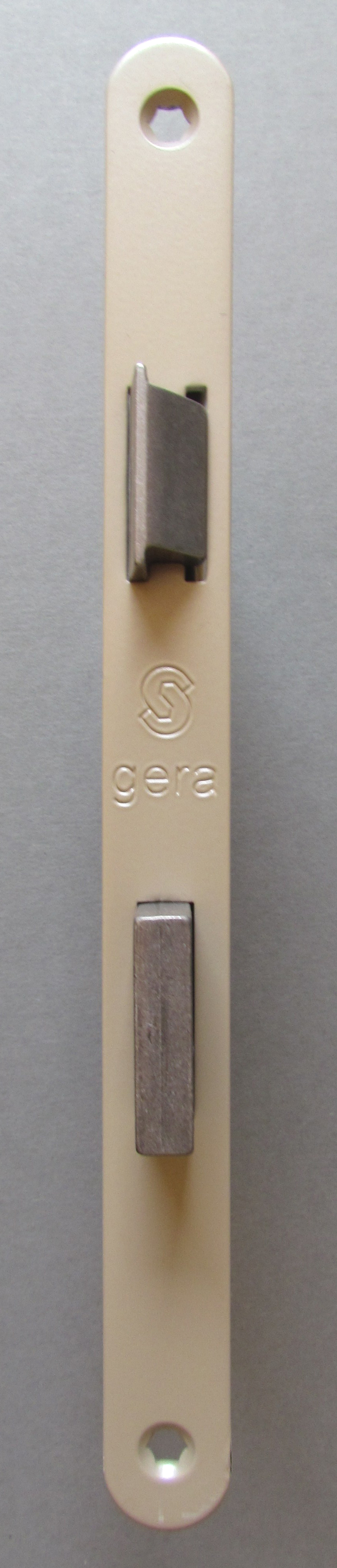
Einsteckschloss mit wendbarer Falle oben und Riegel unten, hier für Öffnungsrichtung „links“

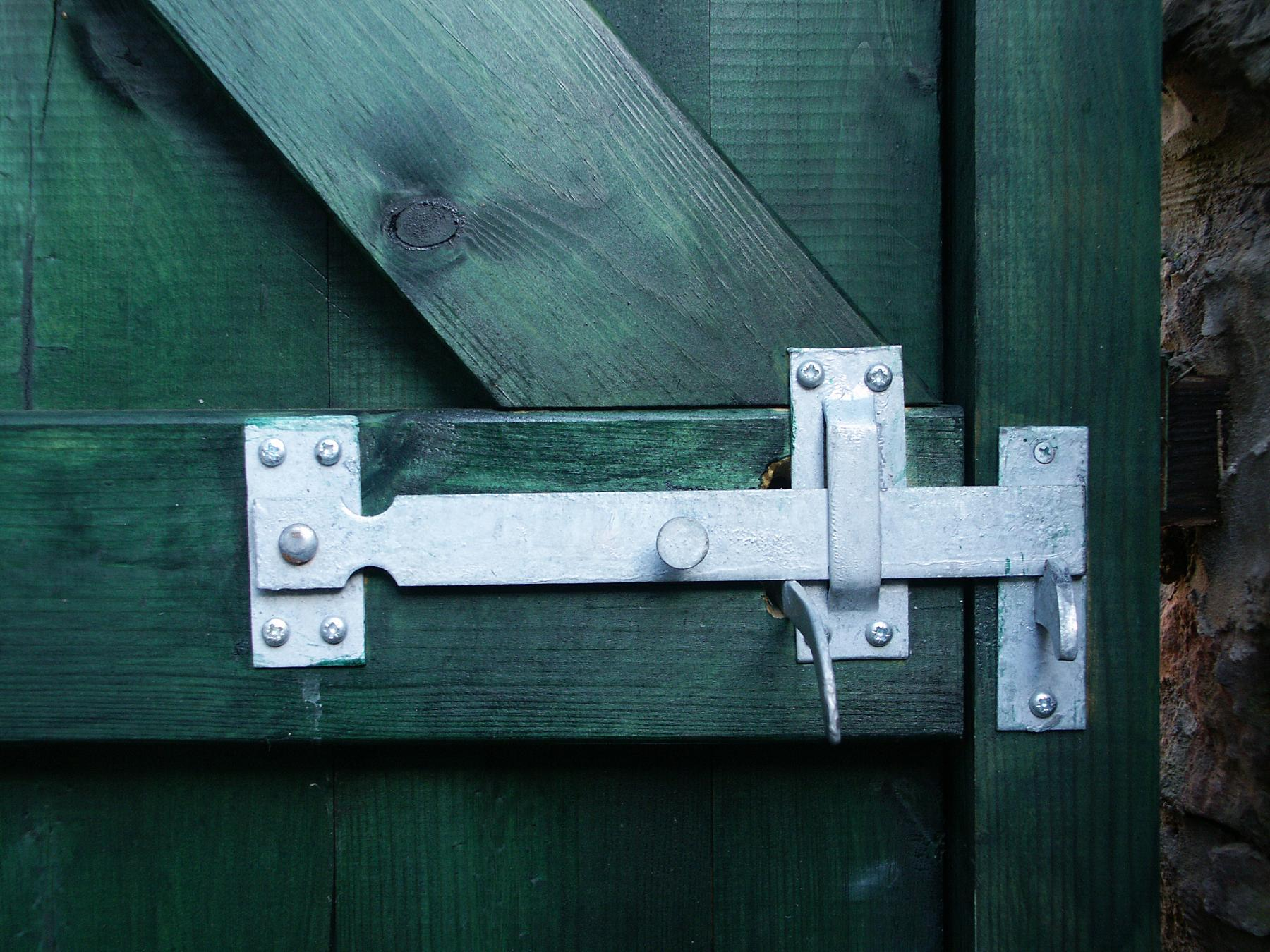
Einfache Hebefalle

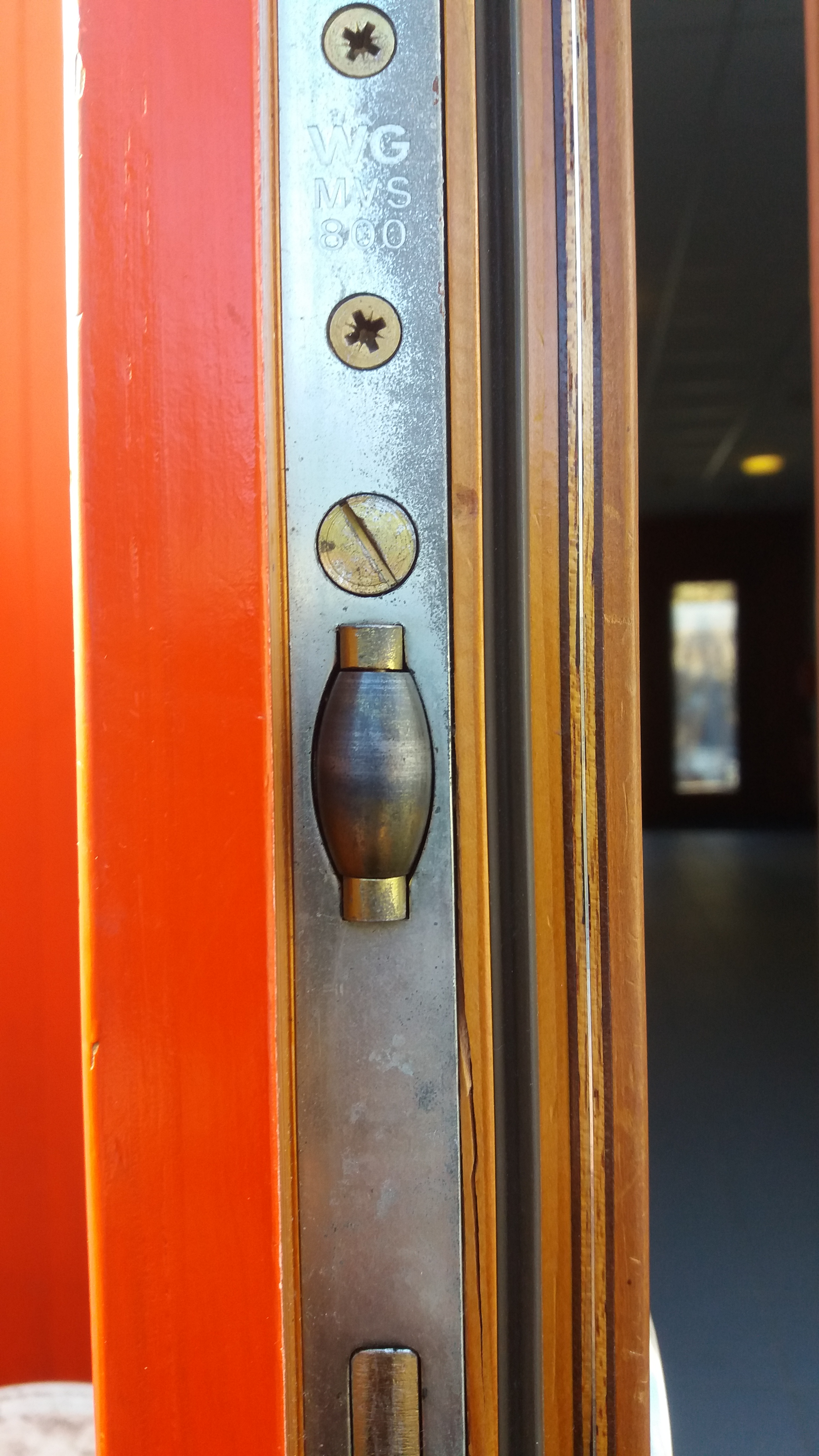
Rollfalle

Die Schlossfalle (meist kurz Falle; umgangssprachlich auch Schnapper) ist der Teil eines Schnappschlosses, der eine Tür im Schließblech hält, nachdem sie „ins Schloss gefallen ist“. Gängig ist die einseitig abgeschrägte Schrägfalle. Diese läuft beim Schließen der Tür entlang ihrer Abschrägung am Schließblech auf und wird gegen den Druck der Fallenfeder ins Türschloss geschoben. Die Falle hält die Türe geschlossen, wenn sie durch die Fallenfeder in die dafür vorgesehene Aussparung am Schließblech geschoben wird. Somit ist die Fallenfeder der Bauteil des Schlosses, der die Falle wieder in ihre Ausgangsposition bringt. Durch Betätigen der Türklinke (des „Türdrückers“) wird die Falle wieder aus dem Schließblech gezogen, und die Tür kann geöffnet werden.
Manche Einsteckschlösser erlauben es, nach dem Öffnen des Schlosskastens die Falle zu wenden (vergleiche Abbildung links). Das Schloss kann dann entweder mit links oder mit rechts öffnenden Türen verwendet werden. Die zurückgeschobene Falle darf mit ihrer Vorderkante nicht mehr als einen Millimeter über die Fläche des Stulps vorstehen. Sie kann mit einer Geräuschdämpfung versehen sein. Kann die Falle eines Türschlosses mit dem Schlüssel betätigt werden, wird es als Wechselschloss bezeichnet.
Ist eine Tür nur durch Einrasten der Falle geschlossen (Zuziehen oder Zufallenlassen der Türe), kann sie auch ohne Betätigung der Türklinke geöffnet werden, indem die Falle mit einem geeigneten Werkzeug wie einem Fallendraht oder improvisierten Mitteln wie einer „Türspachtel“, einer speziell für diesen Zweck zurecht gebogenen Spachtel, welches zwischen Türrahmen und Türblatt eingeschoben und damit die Falle zurückgeschoben wird. Diese Methode der Türfallenöffnung ist nicht möglich bei Schlössern mit einer Fallensperre, welche das Zurückschieben der Schlossfalle bei geschlossener Türe verhindert. Weiters verhindert werden kann die Öffnung der Türe durch Abschließen bzw. Verriegeln der Tür, indem der Riegel (meist durch Drehen eines Schlüssels) in eine dafür vorgesehene Aussparung am Schließblech geschoben wird.  
Außer den häufig verwendeten Schrägfallen gibt es die Fallenarten:
- Rollfalle – ermöglicht das Öffnen der Türe zu beiden Seiten; wird in Pendeltüren eingesetzt
- Hakenfalle – wird zur Verriegelung von Schiebetüren benötigt, die sich frontal auf den Anschlag zubewegen
- Hebefalle – traditionelle Form der Falle bei Kastenschlössern; die Hebefalle greift meist in einen auf die Türzarge gesetzten Schließkloben oder ein aufgesetztes Schließblech
- Kurbelfalle – eine Variante der Schrägfalle mit in die Falle beweglich eingelassenem und zahnförmig hervorstehendem Hebel, der zuerst auf das Schließblech trifft und die Falle geräuscharm in das Schloss schiebt. Kurbelfallen werden an hochwertigen Türschlössern eingesetzt. Sie sind wartungsärmer und ermöglichen ein gleichmäßiges Schließen der Tür ohne großen Kraftaufwand.
- Drehfalle – diese Bauart wird vorwiegend an Schwenk- und Klapptüren von Kraftfahrzeugen verwendet. Anders als Schrägfallen greifen Drehfallen in einen Schließbügel oder Schließbolzen ein und drehen sich dabei. Drehfallen sind in der Regel nicht selbstverriegelnd. Meist rasten Sperrklinken an der Drehachse ein, wenn die Drehfalle sich beim Kontakt mit dem Schließkloben (Schließbügel) etwas verdreht hat. Bei Autotüren sind zweistufige Verriegelungen vorgeschrieben: bereits bei leichtem Druck ist die Tür sicher verschlossen, erst beim Schließen mit kräftigerem Druck wird sie an die Türdichtung gedrückt.
- Flüsterfalle – eine Falle aus Metall mit Kunststoffaufsätzen, die ein geräuscharmes Schließen der Tür ermöglichen sollen.

Fallen finden sich bereits in alten ägyptischen Schlössern des 3. Jahrtausends vor Christus.